# 蔡场镇
蔡场镇，是中华人民共和国四川省成都市大邑县曾经下辖的一个镇。2019年12月，撤消蔡场镇，原蔡场镇蔡场社区、云南村、万延村、树德村所属行政区域划归沙渠街道管辖，原蔡场镇万石社区、新福村，原上安镇所属行政区域划归安仁镇管辖。

## 行政区划
蔡场镇撤销前下辖以下地区：
蔡场社区、万石社区、云南村、万延村、新福村和树德村。